# 卡爾加里森林草坪選區
卡爾加里森林草坪選區（Forest Lawn, Calgary）在加拿大阿爾伯塔省卡爾加里的東南象限鄰里和前鎮。該街區以南為26大街東南，西為36大街東南，北為8大街東南，以東為52大街東南和48大街東南。